# Wydawnictwo IFiS PAN
Wydawnictwo Instytutu Filozofii i Socjologii PAN – wydawnictwo publikujące książki i periodyki z dziedziny filozofii, socjologii i prakseologii. Wydawnictwo publikuje książki (głównie w języku polskim), których autorami są w większości pracownicy Instytutu Filozofii i Socjologii PAN. Na łamach czasopism publikowane są studia, artykuły i komunikaty uczonych z całego kraju, a także, choć rzadziej, teksty autorów obcych.
Główne ogólnokrajowe periodyki filozoficzne to Archiwum Historii Filozofii i Myśli Społecznej, Prakseologia, Studia Antyczne i Mediewistyczne oraz Mediaevalia Philosophica Polonorum. Główne czasopisma socjologiczne to Studia Socjologiczne oraz Ask. Społeczeństwo, Badania, Metody.
Wydawnictwo publikuje także wybitne prace z dziedziny filozofii i socjologii powstające poza Instytutem, w tym także tłumaczenia, a ponadto książki na zlecenie różnych instytucji naukowych. Ukazują się serie wydawnicze z zakresu filozofii, w których ukazują się zarówno teksty współtworzące tradycję klasyczną jak i takie, których aktualność wzbogaca debaty, w jakie angażuje się filozofia współczesna.